# Anastasija Nikolaevna Romanova
La granduchessa Anastasija Nikolaevna Romanova (in russo Анастасия Николаевна Романова?) (Peterhof, 18 giugno 1901, 5 giugno del calendario giuliano – Ekaterinburg, 17 luglio 1918) è stata la quartogenita dell'imperatore Nicola II di Russia e dell'imperatrice Alessandra.
Insieme alle tre sorelle maggiori componeva il gruppo "OTMA". Fu uccisa insieme al padre, alla madre, alle sue tre sorelle Ol'ga, Tat'jana, Marija e al fratello Aleksej il 17 luglio 1918 per ordine dei bolscevichi, i quali ne occultarono anche i corpi. Nonostante voci circa una sua presunta sopravvivenza, alimentate anche dalla circostanza che fosse ignota la localizzazione dei resti della famiglia imperiale, dopo la dissoluzione dell'Unione Sovietica nel 1991 i primi scavi permisero di ritrovare alcuni corpi, eccetto quelli di Alessio e di una delle ragazze – la stessa Anastasia o sua sorella maggiore Maria; successivamente, nel gennaio 2008, alcuni scienziati russi annunciarono che i resti di un ragazzo e di una giovane donna, trovati l'anno prima presso Ekaterinburg, erano molto probabilmente quelli dello zarevic e di una delle sue sorelle: ciò fu confermato dalle analisi il 30 aprile successivo.
Nel 2000, per il contegno e la sopportazione, unitamente al perdono concesso negli ultimi scritti a persecutori e carcerieri, Anastasija e la sua famiglia sono stati canonizzati dalla Chiesa ortodossa.

## Biografia

### Infanzia ed educazione
Quando Anastasia nacque, tutta la famiglia, genitori inclusi, furono alquanto contrariati di avere una quarta figlia femmina; tuttavia, per celebrarne la nascita, suo padre l'imperatore concesse l'amnistia a tutti gli studenti che erano stati imprigionati per aver partecipato ai moti di protesta di San Pietroburgo e Mosca l'inverno precedente. Da questo episodio deriva il suo nome: Anastasia significa infatti "colei che rompe le catene", ma anche "risurrezione" (fatto che poi venne più volte ripreso nella questione della sua presunta sopravvivenza all'esecuzione della sua famiglia). I suoi soprannomi erano: Malenkaya, che significa "quella piccola" o soprattutto "shvibzik" che in russo vuol dire monella.
Il titolo di Anastasia si può tradurre in modo più letterale come "Gran Principessa" o "Principessa Imperiale", il più alto grado fra le principesse europee, ma più comunemente è usato il titolo di "Gran Duchessa".
Di carattere allegro e impertinente, era la più vivace dell'intimo nucleo familiare di Nicola II. Molto legata al padre, cui rassomigliava anche nei lineamenti del volto, era paffuta e di bassa statura, con gli occhi azzurri e i capelli color biondo ramato. Una governante, Margaretta Eagar, la descrisse come la bambina più carismatica che avesse mai visto.
Come le sue sorelle fu allevata nel modo più sobrio e umile possibile: ad esempio, dormivano in camere in comune con brandine prive di cuscini, facevano un bagno freddo la mattina e uno caldo la sera, dove aggiungevano qualche goccia di profumo Coty (il preferito di Anastasia era quello alle violette). Se da piccole erano lavate con dei secchi dalla servitù, da grandi dovevano fare da sole e ci si aspettava che tenessero in ordine le proprie stanze. Quando non erano occupate, ricamavano oggetti da vendere in beneficenza. La domenica potevano avere un "abbigliamento speciale" perché era la giornata in cui potevano giocare a palla con la loro zia, la duchessa Olga (sorella di Nicola II). Anastasia era particolarmente cara alla zia, che dopo la sua morte dichiarò che le sembrava di sentire ancora la sua risata nella stanza.
Anastasia era cresciuta come una bambina vivace ed energica, acuta e brillante, come hanno confermato i suoi tutori Pierre Gilliard e Sydney Gibbes: non era mai stata particolarmente interessata alle lezioni, ma in compenso era un'attrice di talento, vivace e maliziosa. Sembrava l'unica (a quanto dicono le testimonianze) a far sorridere le riservate sorelle maggiori Ol'ga e Tat'jana. Era però anche dispettosa: giocava scherzi ai servitori, faceva a botte con i compagni di gioco (una cugina, la principessa Nina Georgievna, fu bersaglio del suo malumore perché pur essendo più piccola di Anastasia la superava in altezza). Una volta tirò persino una palla di neve con un sasso all'interno alla sorella Tatiana.
Era però cagionevole di salute: era affetta da dolori alla schiena, per cui riceveva massaggi due volte la settimana (per evitare i quali cercava di nascondersi regolarmente) e da hallux valgus in entrambi i piedi (che a suo tempo avvalorò la tesi che Anna Anderson fosse davvero Anastasia sopravvissuta, in quanto anche la donna presentava questa malformazione). Era inoltre portatrice del gene dell'emofilia, con conseguenti disturbi della coagulazione del sangue.
Insieme a Maria formava la "coppia piccola" e come la "coppia grande", formata dalle due sorelle maggiori, condividevano stanza, vestiti e confidenze, anche se, una volta cresciute, la coesione fra tutte e quattro le sorelle si fece più intensa.
Come gli altri figli dell'imperatore, Anastasia era stata educata in casa. La formazione iniziò all'età di otto anni e comprendeva la lingua francese, inglese e tedesca, storia, geografia, legge di Dio, scienza, arte, grammatica (che Anastasia non sopportava), aritmetica, la musica e la danza. L'insegnante di inglese Sydney Gibbes ricordava che una volta la ragazzina aveva cercato di corromperlo con un mazzo di fiori per aumentare il proprio punteggio e, dopo il suo rifiuto, aveva invece dato i fiori all'insegnante di lingua russa, Peter Vasilyevich Petrov.

### Venuta di Rasputin
Grigorij Rasputin, starec e chiropratico di un villaggio della Siberia, era stato presentato all'imperatrice il 1º novembre del 1905. A causa della sua fama di "guaritore", entrò a corte per volere della stessa affinché curasse lo zarevic Alessio affetto da emofilia, al quale in più di un caso l'intervento di Rasputin sembrava aver salvato la vita.
La granduchessa Olga Aleksandrovna ricordò come una volta, accompagnata dall'imperatore, andò nella camera da letto dei bambini dove Rasputin stava vestendo i bambini nelle loro camicie da notte: avevano piena fiducia in lui. Tuttavia, il popolo non la pensava così e presto cominciarono a diffondersi le voci di una presunta relazione fra Rasputin, la zarina e le figlie: anche queste preoccupazioni arrivarono a corte. Una testimonianza racconta che un giorno l'istitutrice delle bambine pregò l'imperatore di allontanare Rasputin dalla corte, poiché guardava orripilata il "[...] modo in cui egli osservava le figlie in camicia da notte e girava liberamente per le loro stanze". Ella venne licenziata a causa dell'imperatrice che si offese, ma intanto l'imperatore ordinò a Rasputin di non avvicinarsi mai più alle camere delle figlie. Al fine di fermare lo scandalo, con grande dispiacere dell'imperatrice, Nicola fu costretto a inibire temporaneamente l'accesso di Rasputin al palazzo.
Nonostante le voci, il rapporto con la famiglia imperiale di Rasputin continuò fino al suo assassinio il 30 dicembre 1916 (17 dicembre secondo il calendario giuliano). I bambini lo chiamavano "il vecchio saggio" o "Anziano Gregorij". Quando morì, testimonianze raccontano di come il lutto avesse sconvolto la famiglia imperiale. Il 3 gennaio 1917 (21 dicembre 1916), insieme a tutta la famiglia reale, Anastasia partecipò al servizio funebre. Oltre alla tomba del "santo anziano", i reali decisero di costruire una cappella ma, a causa degli eventi successivi, il progetto non fu mai attuato. Anastasia gli scriveva anche delle lettere.

### Prima guerra mondiale
Quando la guerra venne dichiarata, secondo alcune testimonianze, Anastasia pianse lacrime amare. Durante la guerra una delle tante stanze del palazzo era stata adibita a ospedale dove venivano ricoverati i feriti. Le sorelle Olga e Tatiana erano infermiere con la madre, mentre Maria e Anastasia, troppo giovani per un lavoro così duro, diventarono patrone dell'ospedale. Diedero il proprio denaro per comprare medicine, leggevano ad alta voce per i feriti, lavoravano a maglia le loro cose, giocavano a carte e dama, scrivevano sotto dettatura le loro lettere per la famiglia, intrattenevano conversazioni telefoniche, cucivano vestiti, bende e fasciature.
Nel 1916 Anastasia scrisse: "Oggi ero seduta accanto a un nostro soldato, gli ho insegnato a leggere e gli è piaciuto molto – aggiunse Anastasia – [...] Ha cominciato ad imparare a leggere e a scrivere qui in ospedale. Due sono morti in un incidente e ieri eravamo sedute accanto a loro".
Con la sorella Maria facevano molto per distrarli dal dolore inferto dalle ferite: passavano tutto il giorno in ospedale tranne quando a malincuore dovevano andare a fare lezione.
L'imponente offensiva Brusilov dell'estate 1916 e il suo evidente fallimento, con addirittura la perdita della Romania - precipitosamente entrata in guerra a fianco dell'Intesa proprio in quei mesi, incoraggiata proprio dall'offensiva stessa - occupata in autunno dagli austro-ungarici, avrebbe costituito un punto di svolta fondamentale per la monarchia russa, portando a una serie di eventi successivi nel giro di pochi mesi, nel malcontento generale sia del popolo che dell'alta società dell'impero.

### Prigionia
Dopo l'abdicazione dello zar nel marzo 1917 a seguito della rivoluzione di febbraio e delle conseguenti pressioni dell'alta società della capitale, la famiglia reale fu tenuta agli arresti domiciliari in varie residenze, prima nell'abituale residenza al Palazzo di Alessandro a Carskoe Selo, poi dall'agosto 1917 in un palazzo del governo a Tobol'sk e infine dalla primavera del 1918 a Ekaterinburg, in Siberia. In questo periodo avevano tutte il morbillo; ad Alessio venne molto leggero, mentre ad Olga si infiammò la membrana dell'intestino (peritonite), a Tatiana si ruppe un timpano per il forte mal di testa e Maria dovette respirare con una bombola di ossigeno. Per il gran numero di farmaci perdettero i capelli a grosse ciocche, così Alessandra decise di farle rasare. "Cara, devi sapere quanto è terribile tutto quello che sta accadendo", scrisse Olga a un'amica di Tobolsk.
La famiglia fu separata nell'aprile 1918 quando i bolscevichi trasferirono i genitori e Maria a Ekaterinburg, mentre Alessio, Olga, Tatiana e Anastasia rimasero indietro a causa di una forte emorragia sofferta dal ragazzo in seguito a una caduta dalle scale mentre giocava su una slitta. L'imperatrice scelse di essere accompagnata da Maria perché Olga stava vivendo un brutto momento di depressione e Tatiana doveva occuparsi di Alessio. Nicola diede a Olga una piccola rivoltella che lei celò in uno stivale a Carskoe Selo e a Tobolsk. Il colonnello Eugenio Kobylynsky, il loro comprensivo carceriere, la supplicò di cedere la sua rivoltella prima che lei, le sue sorelle e il fratello fossero trasferiti a Ekaterinburg: Olga abbandonò di malavoglia la sua pistola e se ne andò disarmata.
Nel maggio del 1918 la nave Rus ricongiunse i restanti Olga, Tatiana, Anastasia e Alessio ai genitori e alla sorella Maria, trasportandoli da Tobolsk a Ekaterinburg. Prima di partire, Olga e le sorelle avevano cucito nei corpetti i loro gioielli per sottrarli ai bolscevichi. Quella notte, tuttavia, le guardie impedirono alle ragazze di chiudere le porte delle camere da letto a chiave e furono molestate indirettamente e verbalmente dai carcerieri. Il loro tutore inglese Sydney Gibbes ricordò sempre le grida delle granduchesse e la sua incapacità di proteggerle.

### Scomparsa e leggenda
Voci su una possibile sopravvivenza della granduchessa sono continuate per decenni, fino all'effettuazione dei test del DNA nel 1994 sui corpi rinvenuti ad Ekaterinburg. I risultati delle analisi hanno stabilito che si tratta effettivamente dei resti dei Romanov, sebbene due corpi – quello di Aleksej e di una delle giovani, che inizialmente si ritenne fosse quello di Anastasija, poi fu confermato si trattasse di Marija – fossero mancanti. Dalle deposizioni del commissario della Čeka Jakov Michajlovič Jurovskij, incaricato dell'esecuzione e dell'occultamento, si è saputo che due corpi (effettivamente quello del granduca e di una non identificata donna del gruppo) furono cremati a metà strada, nell'intento di offuscare possibili future indagini da parte dei bianchi (i reggimenti sostenitori del vecchio governo), che avanzavano rapidamente verso la città.
Nell'agosto del 2007, nella regione degli Urali furono ritrovati i corpi di due bambini, accanto ai quali vi erano pallottole e boccette di acido solforico (usato per occultare i cadaveri). Gli esami del DNA conclusi un anno dopo hanno confermato che i resti rinvenuti sono quelli di Marija e di Aleksej, chiudendo così per sempre la possibilità che qualche membro della famiglia imperiale fosse riuscito a scappare dal massacro di Ekaterinburg.
L'incertezza sulla sorte di Anastasia fece sì che negli anni diverse donne si spacciassero come la granduchessa superstite. La più famosa fu Anna Anderson, che morì nel 1984 e il cui corpo fu cremato; ciononostante, analisi del DNA effettuate nel 1994 sulle sue ceneri smentirono definitivamente che ella fosse Anastasia. Altre furono Eugenia Smith, Magdalen Veres e Ivanova Vasileva.
Anche quest'ultima (Ivanova Vasileva) ha destato il sospetto in molti storici di essere la vera Anastasia, tanto più che non si è mai riusciti a rintracciare la sua provenienza. Si sa solo che fu arrestata dai bolscevichi mentre tentava di fuggire in Cina e durante la sua prigionia a Nižnij Novgorod, poi a Mosca, Leningrado e infine in un'isola del mar Bianco scrisse lettere in francese e in tedesco a Giorgio V del Regno Unito chiedendogli di aiutarla perché lei era sua "cugina" Anastasia. A un certo punto cambiò la sua storia e disse di essere la figlia di un commerciante di Riga. Più tardi rivendicò un'altra volta di essere Anastasia. Morì a Kazan' nel 1971, internata in un ospedale psichiatrico, senza che vi fosse traccia nelle cartelle mediche e nei resoconti del capo dell'ospedale di alcuna malattia mentale.

## Ascendenza
|                                 |               |                                      | Genitori                                                       |  |  | Nonni |  |  | Bisnonni                |  |  | Trisnonni          |  |
|                                 |               |                                      |                                                                |  |  |       |  |  | Alessandro II di Russia |  |  | Nicola I di Russia |  |
|                                 |               |                                      |                                                                |  |  |       |  |  | Alessandro II di Russia |  |  | Nicola I di Russia |  |
|                                 |               | Aleksandra Fëdorovna                 |                                                                |  |  |       |  |  | Alessandro II di Russia |  |  |                    |  |
| Alessandro III di Russia        |               |                                      |                                                                |  |  |       |  |  | Alessandro II di Russia |  |  |                    |  |
|                                 |               | Maria Massimiliana d'Assia-Darmstadt | Luigi II d'Assia, granduca d'Assia                             |  |  |       |  |  |                         |  |  |                    |  |
|                                 |               | Maria Massimiliana d'Assia-Darmstadt | Luigi II d'Assia, granduca d'Assia                             |  |  |       |  |  |                         |  |  |                    |  |
|                                 |               | Maria Massimiliana d'Assia-Darmstadt | Guglielmina di Baden                                           |  |  |       |  |  |                         |  |  |                    |  |
| Nicola II di Russia             |               | Maria Massimiliana d'Assia-Darmstadt |                                                                |  |  |       |  |  |                         |  |  |                    |  |
|                                 |               | Cristiano IX di Danimarca            | Federico Guglielmo di Schleswig-Holstein-Sonderburg-Glücksburg |  |  |       |  |  |                         |  |  |                    |  |
|                                 |               | Cristiano IX di Danimarca            | Federico Guglielmo di Schleswig-Holstein-Sonderburg-Glücksburg |  |  |       |  |  |                         |  |  |                    |  |
|                                 |               | Cristiano IX di Danimarca            | Luisa Carolina d'Assia-Kassel                                  |  |  |       |  |  |                         |  |  |                    |  |
| Marija Fëdorovna                |               | Cristiano IX di Danimarca            |                                                                |  |  |       |  |  |                         |  |  |                    |  |
|                                 |               | Luisa d'Assia-Kassel                 | Guglielmo d'Assia-Kassel                                       |  |  |       |  |  |                         |  |  |                    |  |
|                                 |               | Luisa d'Assia-Kassel                 | Guglielmo d'Assia-Kassel                                       |  |  |       |  |  |                         |  |  |                    |  |
|                                 |               | Luisa d'Assia-Kassel                 | Luisa Carlotta di Danimarca                                    |  |  |       |  |  |                         |  |  |                    |  |
| Anastasija Nikolaevna Romanova  |               | Luisa d'Assia-Kassel                 |                                                                |  |  |       |  |  |                         |  |  |                    |  |
|                                 | Carlo d'Assia | Luigi II d'Assia, granduca d'Assia   |                                                                |  |  |       |  |  |                         |  |  |                    |  |
|                                 | Carlo d'Assia | Luigi II d'Assia, granduca d'Assia   |                                                                |  |  |       |  |  |                         |  |  |                    |  |
|                                 | Carlo d'Assia | Guglielmina di Baden                 |                                                                |  |  |       |  |  |                         |  |  |                    |  |
| Luigi IV d'Assia                | Carlo d'Assia |                                      |                                                                |  |  |       |  |  |                         |  |  |                    |  |
|                                 |               | Elisabetta di Prussia                | Guglielmo di Prussia                                           |  |  |       |  |  |                         |  |  |                    |  |
|                                 |               | Elisabetta di Prussia                | Guglielmo di Prussia                                           |  |  |       |  |  |                         |  |  |                    |  |
|                                 |               | Elisabetta di Prussia                | Maria Anna d'Assia-Homburg                                     |  |  |       |  |  |                         |  |  |                    |  |
| Alessandra Feodorovna           |               | Elisabetta di Prussia                |                                                                |  |  |       |  |  |                         |  |  |                    |  |
|                                 |               | Alberto di Sassonia-Coburgo-Gotha    | Ernesto I di Sassonia-Coburgo-Gotha                            |  |  |       |  |  |                         |  |  |                    |  |
|                                 |               | Alberto di Sassonia-Coburgo-Gotha    | Ernesto I di Sassonia-Coburgo-Gotha                            |  |  |       |  |  |                         |  |  |                    |  |
|                                 |               | Alberto di Sassonia-Coburgo-Gotha    | Luisa di Sassonia-Gotha-Altenburg                              |  |  |       |  |  |                         |  |  |                    |  |
| Alice di Sassonia-Coburgo-Gotha |               | Alberto di Sassonia-Coburgo-Gotha    |                                                                |  |  |       |  |  |                         |  |  |                    |  |
|                                 |               | Vittoria del Regno Unito             | Edoardo Augusto di Hannover                                    |  |  |       |  |  |                         |  |  |                    |  |
|                                 |               | Vittoria del Regno Unito             | Edoardo Augusto di Hannover                                    |  |  |       |  |  |                         |  |  |                    |  |
|                                 |               | Vittoria del Regno Unito             | Vittoria di Sassonia-Coburgo-Saalfeld                          |  |  |       |  |  |                         |  |  |                    |  |
|                                 |               | Vittoria del Regno Unito             |                                                                |  |  |       |  |  |                         |  |  |                    |  |

## Nella cultura di massa

### Cinema
La figura di Anastasia ha ricevuto attenzione nel cinema assieme agli altri membri della famiglia imperiale russa, e in particolare con riferimento alle voci circolate per decenni circa la sua presunta sopravvivenza. In questo senso Anastasia (e, ancor più, la falsa Anastasia, Anna Anderson Broun, Koreff) ha ricevuto il ruolo di protagonista in alcune importanti produzioni cinematografiche, culminate con l'interpretazione di Ingrid Bergman nel film Anastasia (1956) di Anatole Litvak che valse alla Bergman l'Oscar come migliore attrice nel 1957.
La presunta sopravvivenza di Anastasia è al centro del film d'animazione Anastasia del 1997 e del balletto del 1967 Anastasia di Kenneth MacMillan. Nel 2020 è stata realizzata un'ulteriore opera cinematografica dedicata alla presunta sopravvivenza di Anastasia, intitolata anch'essa Anastasia.

### Manga e anime
- Nella serie Drifters fa parte degli Ends, gli antagonisti principali dell'opera capitanati dal Re Nero.
- La figura e la storia di Anastasja sono presenti in uno special televisivo di Lupin III intitolato Lupin III - Il tesoro degli zar.